# Isabelle Aboulker
Isabelle Aboulker (Boulogne-Billancourt, París, 23 d'octubre de 1938) és una compositora francesa.
El seu pare, Marcel Aboulker, va ser director de cinema i escriptor nascut a Algèria i el seu avi matern va ser el compositor Henry Février. Mentre segueix un curs d'estudis de composició i el teclat al Conservatori Nacional Superior de Música de París, va començar a compondre per al teatre, el cinema i la televisió. És autora de diverses obres educatives, així com d'òperes i posteriorment moltes altres obres vocals.

## Vida i obra
Isabelle Aboulker va néixer al suburbi parisenc de Boulogne-Billancourt. El seu pare era el director de cinema i escriptor d'origen algerià Marcel Aboulker i el seu avi matern era el compositor Henry Février. Mentre seguia un curs d'estudis de composició i teclat al "Conservatoire National Supérieur de Musique" de París, va començar a compondre per al teatre, el cinema i la televisió. Després va treballar per al Conservatori com a acompanyant principal i professora de veu i va ser autora de diverses obres educatives. El 1980 es va dedicar a compondre òperes i, posteriorment, moltes altres obres vocals.
A causa del seu treball amb els infants, Isabelle Aboulker va fer una especial especialitat de compondre peces, que els agradaria o en què poguessin participar, com fan a Les Fables enchantées, a partir de l'obra de Jean de la Fontaine. Altres temes han inclòs La Bella i la Bèstia, La Ventafocs i Tom Thumb (Petit Poucet). Entre els seus treballs per a adults hi ha dues òperes basades en obres d'Eugène Ionesco i escenaris de poemes de Guillevic i Charles Cros. L'any 1998 va rebre l'encàrrec de l'Orchestre de Picardie d'escriure l'oratori L'Homme qui titubait dans la guerre per commemorar el 80è aniversari del final de la Primera Guerra Mundial i posteriorment va ser escollida per representar França quan Weimar es va convertir en ciutat europea de la cultura, l'any 1999. Per celebrar el segon centenari del naixement d'Honoré de Balzac aquell mateix any va rebre l'encàrrec del Grand Théâtre de Tours d'escriure l'òpera còmica Monsieur de Balzac fait son théâtre.
L'àlbum de música clàssica contemporània de 2011 Troika inclou el cicle de cançons dIsabelle Aboulker Caprice étrange, amb poemes escrits en francès pels poetes russos del segle xix Mikhail Lermontov, Aleksandr Pushkin i Fyodor Tyutchev.

## Obra musical
- 1981. Les Surprises de l'Enfer.
- 1983. Leçons de Français aux étudiants américains.
- 1986. Trois folies d'opéra pour trois femmes compositeurs.
- 1992. Cinq Nô Modernes.
- 1993. La Lacune.
- 1999. Monsieur Balzac fait son théâtre.
- 2004. Le Renard à l'Opéra

## Obres per infants
- 1982. Moi, Ulysse.
- 2007. Jérémy Fisher.

## Nota
- L'article es basa en recursos en francès al lloc web del compositor i a la base de dades https://musicalics.com/en/node/95816